# Comuna Mihova, Vijnița
Mihova (în ucraineană Мигове, transliterat: Mîhove) este o comună în raionul Vijnița, regiunea Cernăuți, Ucraina, formată din satele Mega și Mihova (reședința).

## Demografie
Componența lingvistică a comunei Mihova
     Ucraineană (99,28%)
     Alte limbi (0,71%)
Conform recensământului din 2001, majoritatea populației comunei Mihova era vorbitoare de ucraineană (99,28%), existând în minoritate și vorbitori de alte limbi.